# Refugi del Fornet
El Refugi del Fornet és un refugi de muntanya situat a la ribera d'Alós, al del terme municipal d'Alt Àneu, a la comarca del Pallars Sobirà.
És a 1.375 metres d'altitud, al Pla del Fornet, a mig camí de la pista de muntanya del poble d'Alós a Montgarri, seguint el riu Noguera Pallaresa. Porta d'entrada a una de les riberes més boniques de l'actual Parc Natural de l'Alt Pirineu.